# Částkov (Zlín)
Částkov (in tedesco Czastkow) è un comune della Repubblica Ceca facente parte del distretto di Uherské Hradiště, nella regione di Zlín.